# Europese kampioenschappen squash 2016
De Europese kampioenschappen squash 2016 waren door de European Squash Federation (ESF) georganiseerde kampioenschappen in het squash. De 16e editie van de Europese kampioenschappen vond plaats in het Tsjechische Praag van 7 tot 10 september 2016.

## Uitslagen
| Plaats | Heren            | Dames         |
| ------ | ---------------- | ------------- |
| Goud   | Borja Golán      | Camille Serme |
| Zilver | Gregory Gaultier | Nele Gilis    |
| Brons  | Lucas Serme      | Tinne Gilis   |
| 4e     | Raphael Kandra   | Sina Wall     |